# Isabelle Wallace
Isabelle Wallace (* 7. September 1996 in Inverness, Schottland) ist eine australische Tennisspielerin.

## Karriere
Wallace, die im Alter von fünf Jahren mit dem Tennisspielen begann, bevorzugt laut ITF-Profil Sandplätze. Sie spielt bislang hauptsächlich auf Turnieren des ITF Women’s Circuit, bei denen sie sechs Einzel- und zwei Doppeltitel gewinnen konnte.
Ihr erstes Turnier als Profi bestritt Wallace im Februar 2011 in Mildura, nach ihrem Achtelfinaleinzug in Salisbury im September 2012 wurde sie das erste Mal in der Weltrangliste geführt.
2014 erreichte sie bei der CIBC Wood Gundy Women’s Challenge in Winnipeg das Halbfinale und im November 2015 das Finale des Turniers im spanischen Castellon, das sie gegen Irene Burillo Escorihuela mit 2:6 und 2:6 verlor. Im Februar 2016 stand sie im Finale des Turniers von Palmanova, in dem sie Olga Sáez Larra mit 2:6 und 4:6 unterlag.
Wallace übersiedelte 2015 von Inverness in Schottland nach Australien, nachdem sie vier Jahre lang in Großbritannien gespielt hatte.
Ihr bislang letztes internationale Turnier spielte Wallace im April 2019. Sie wird daher nicht mehr in der Weltrangliste geführt.

## Turniersiege

### Einzel
| Nr. | Datum             | Turnier            | Kategorie   | Belag | Finalgegnerin           | Ergebnis      |
| --- | ----------------- | ------------------ | ----------- | ----- | ----------------------- | ------------- |
| 1.  | 4. Dezember 2016  | Castellón          | ITF $10.000 | Sand  | Andrea Gámiz            | 6:2, 6:1      |
| 2.  | 12. Februar 2017  | Manacor            | ITF $15.000 | Sand  | María Teresa Torró Flor | 6:3, 7:65     |
| 3.  | 4. März 2017      | Palmanova          | ITF $15.000 | Sand  | Katharina Hobgarski     | 7:64, 6:0     |
| 4.  | 13. August 2017   | Koksijde           | ITF $25.000 | Sand  | Bibiane Schoofs         | 4:6, 6:4, 6:3 |
| 5.  | 21. Oktober 2017  | Riba-roja de Túria | ITF $15.000 | Sand  | Rebeka Masarova         | 6:3, 6:3      |
| 6.  | 10. Dezember 2017 | Nules              | ITF $25.000 | Sand  | Tessah Andrianjafitrimo | 6:1, 4:6, 6:3 |

### Doppel
| Nr. | Datum          | Turnier    | Kategorie   | Belag     | Partnerin          | Finalgegnerinnen                              | Ergebnis |
| --- | -------------- | ---------- | ----------- | --------- | ------------------ | --------------------------------------------- | -------- |
| 1.  | 26. März 2016  | Hammamet   | ITF $10.000 | Sand      | Julia Grabher      | Claudia Giovine Snehadevi Reddy               | 6:1, 6:3 |
| 2.  | 5. August 2016 | Valladolid | ITF $10.000 | Hartplatz | Ángela Fita Boluda | Arabela Fernández Rabener Ana Roman Dominguez | 6:1, 6:1 |